# マリア・ホセファ内親王の肖像
『マリア・ホセファ内親王の肖像』（マリア・ホセファないしんのうのしょうぞう、西: Retrato del María Josefa de Borbón y Sajonia, infanta de España, 英: Portrait of Infanta María Josefa of Spain）は、スペインのロマン主義の巨匠フランシスコ・デ・ゴヤが1800年に制作した肖像画である。油彩。ゴヤの代表作『カルロス4世の家族』（La familia de Carlos IV）の油彩習作の1つで、スペイン国王カルロス3世の娘である内親王マリア・ホセファ・デ・ボルボーン・イ・サホニアを描いている。現在はマドリードのプラド美術館に所蔵されている。

## 人物
マリア・ホセファは1744年にカルロス3世とポーランド国王・ザクセン選帝侯アウグスト3世の娘であるマリア・アマーリアの娘として生まれた。カルロス4世の姉。マリア・ルイサ勲章およびオーストリアの星十字勲章授与。本作品が描かれた翌年の1801年に死去。良縁に恵まれず生涯独身であった。死後、マドリードのサンタ・テレサ修道院に埋葬された。1869年に同修道院が取り壊されたのちはエル・エスコリアル修道院に移された。

## 制作経緯
ゴヤは1799年に主席宮廷画家に任命され、その翌年の1800年の春から夏にかけてアランフエスで『カルロス4世の家族』を制作した。その制作過程でゴヤは制作の準備のために油彩で10点の習作を描いた。このとき描かれたのは国王カルロス4世と王妃マリア・ルイサおよびその子供たちカルロス・マリア・イシドロ王子、フランシスコ・デ・パウラ・アントニオ王子、アストゥリアス公フェルナンド・ド・ボルボーン（のちのフェルナンド7世）、マリア・イザベル王女、マリア・ルイサ王女とその夫であるエトルリア国王ルイス1世（ルイス・デ・パルマ親王）、また国王の姉弟であるマリア・ホセファ内親王とアントニオ・パスクアル親王である。

## 作品

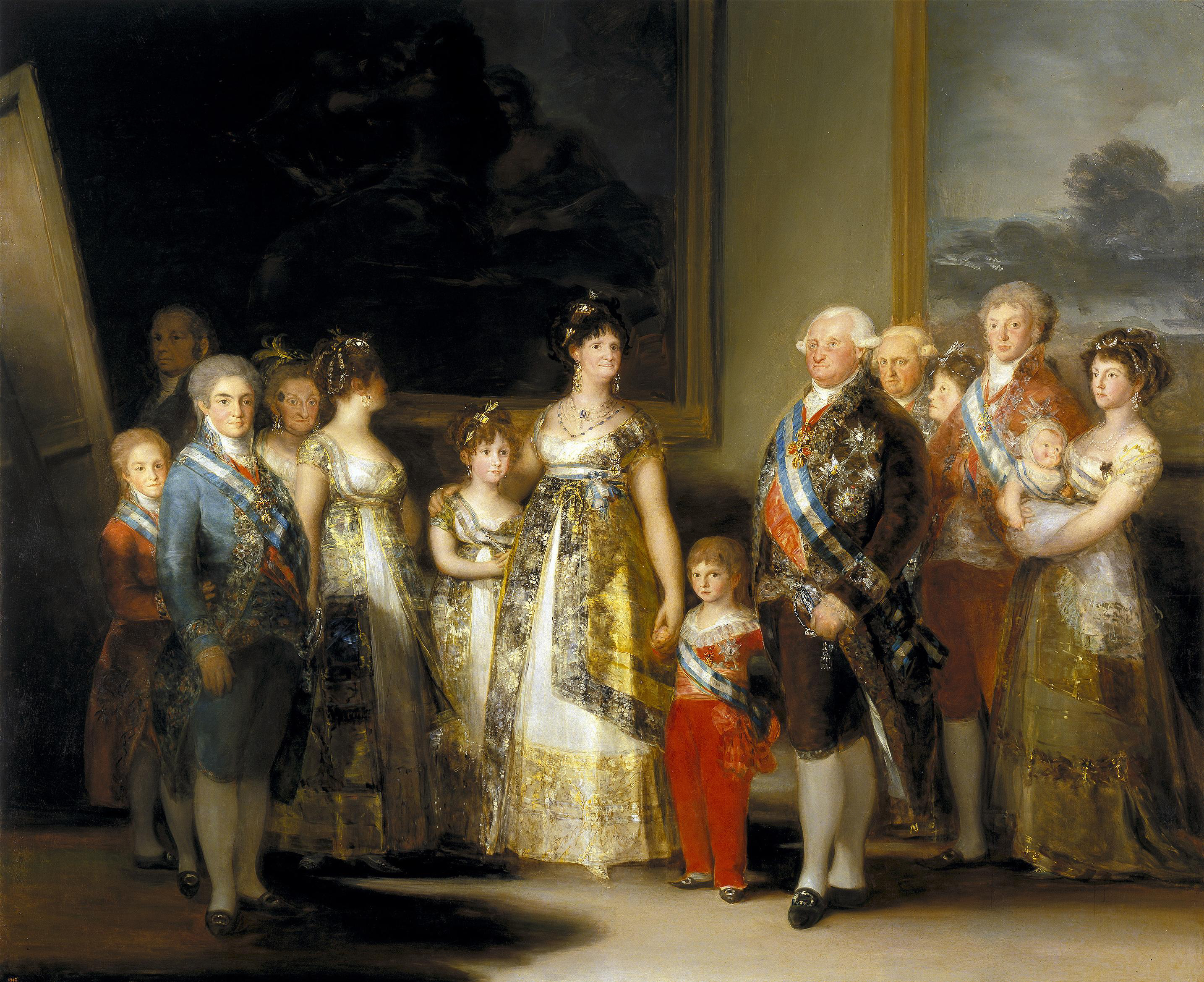
完成作『カルロス4世の家族』。1800年。プラド美術館所蔵。

マリア・ホセファは他の習作と同様に完成作と同じポーズで描かれている。マリア・ホセファは鮮やかな極楽鳥の羽根をあしらった帝政様式の頭飾りを着け、マリア・ルイサ勲章の青と白の縞模様のサッシュを右肩に掛けてドレスに巻き付けている。右のこめかみには当時すでに時代遅れとなっていた付け黒子が見える。左胸の黒い描線は星十字勲章あるいはその勲章に付随する黒いリボンと思われる。マリア・ホセファの容貌、特に長く尖った鼻はまぎれもなく父カルロス3世の遺伝を示しており、顔を少し斜めに向けつつ大きく瞳を見開いて、強い眼差しを正面の鑑賞者に向けている。表情は神経質で好奇心が強く、おそらくは満足のいく人生ではなかった結果であろうヒステリックな性格を表している。
マリア・ホセファの肖像はオレンジ色の地塗りの上に描かれ、彼女を取り巻くように塗られた黒い背景から浮かび上がって見える。襟元と顔の肌は地塗りの色をもとに塗りつつ、白のハイライトが加えられ、マリア・ホセファの特徴的な顔立ちとダイヤモンドの豪華なイヤリングを際立たせている。またゴヤは胸元のハイライトを左側よりも右側を強調するように当てることによって、顔と胸が異なる方向に向いているように見せている。こうした繊細な身体をねじるような表現を用いてモデルの心理を描写している。こめかみの付け黒子は彼女の強い視線をより強調し、左胸に見える黒い描線と共鳴している。

## 来歴
王室コレクションに由来している。1834年の王室美術館の目録に『カルロス4世の家族』とともに記載されているため、それ以前にプラド美術館のコレクションに加わったと考えられている。美術館の目録には1872年に初めて記載された。現在、プラド美術館には準備習作のうち5点が収蔵されている。

## ギャラリー
その他の準備習作

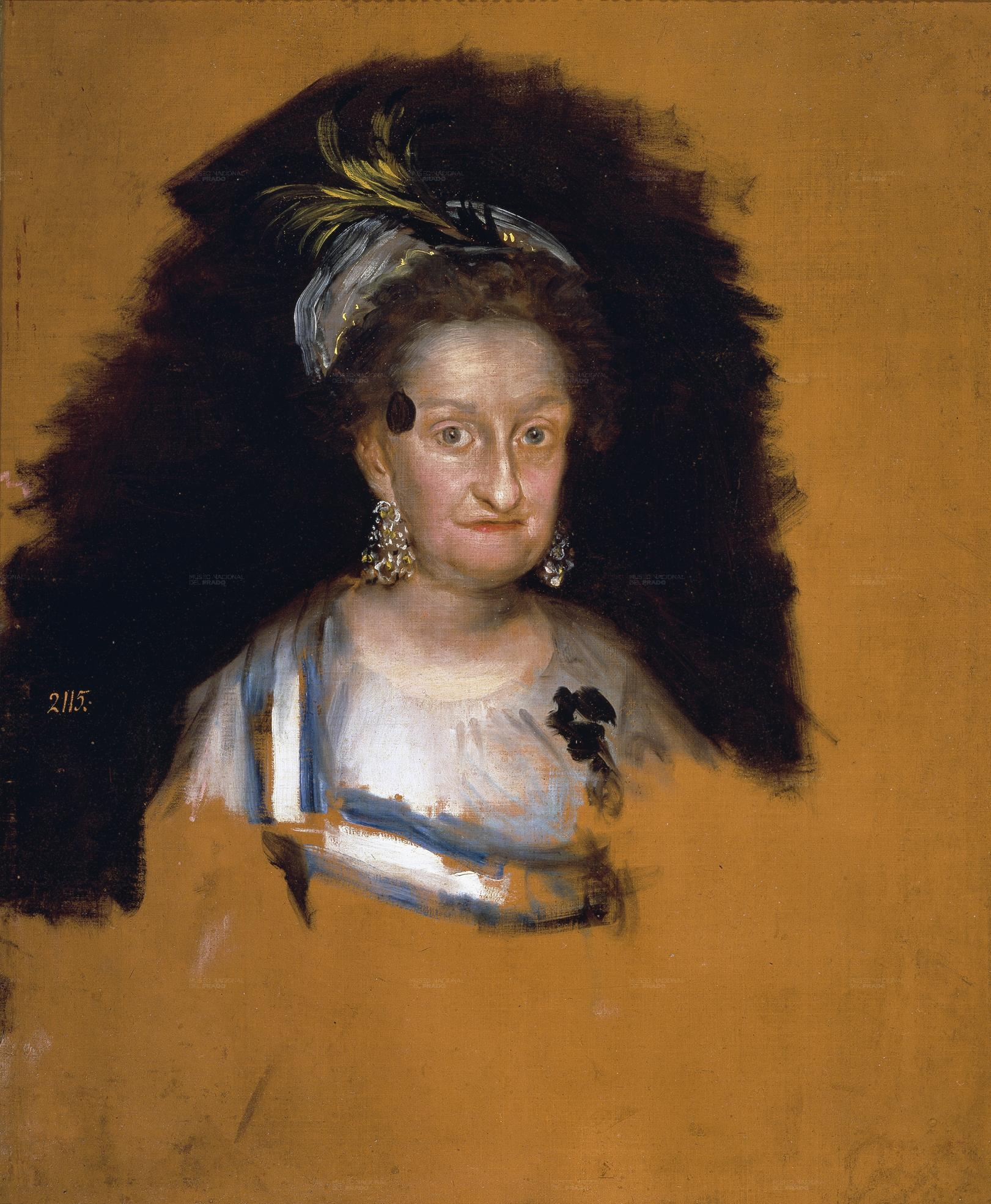
『マリア・ホセファ内親王の肖像』プラド美術館所蔵
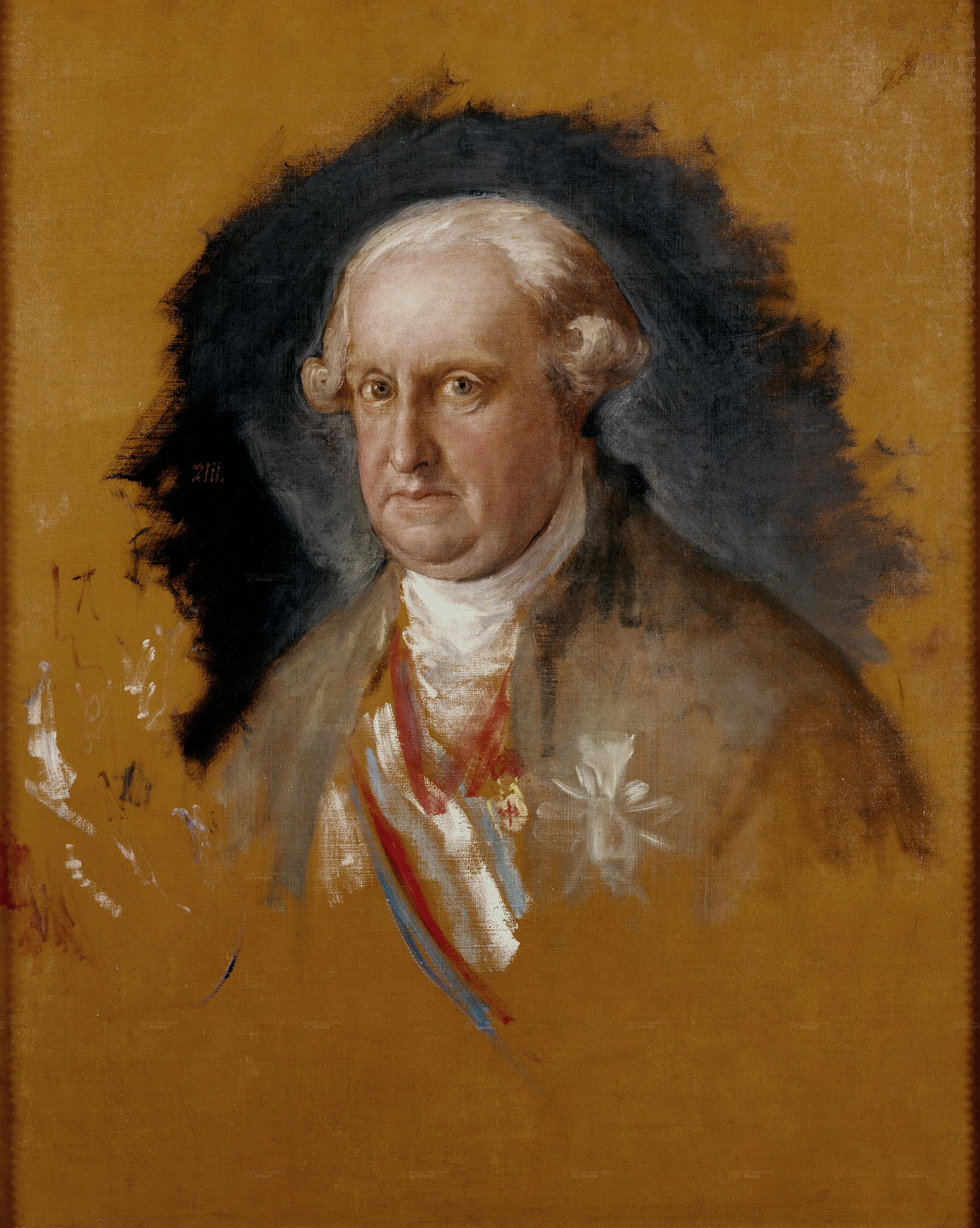
『アントニオ・パスクアル親王の肖像』 プラド美術館所蔵

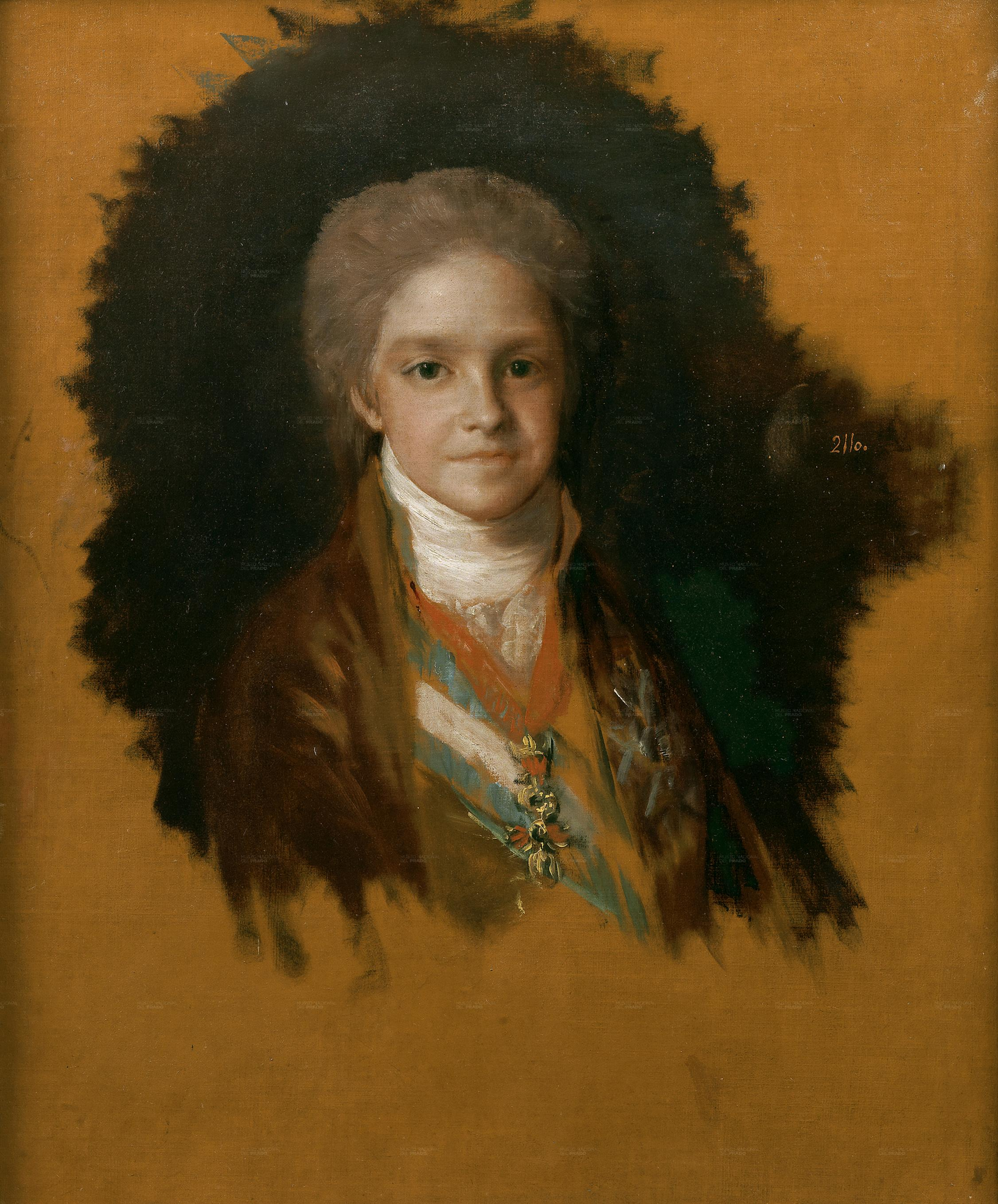
『スペイン王子カルロス・マリア・イシドロの肖像』プラド美術館所蔵
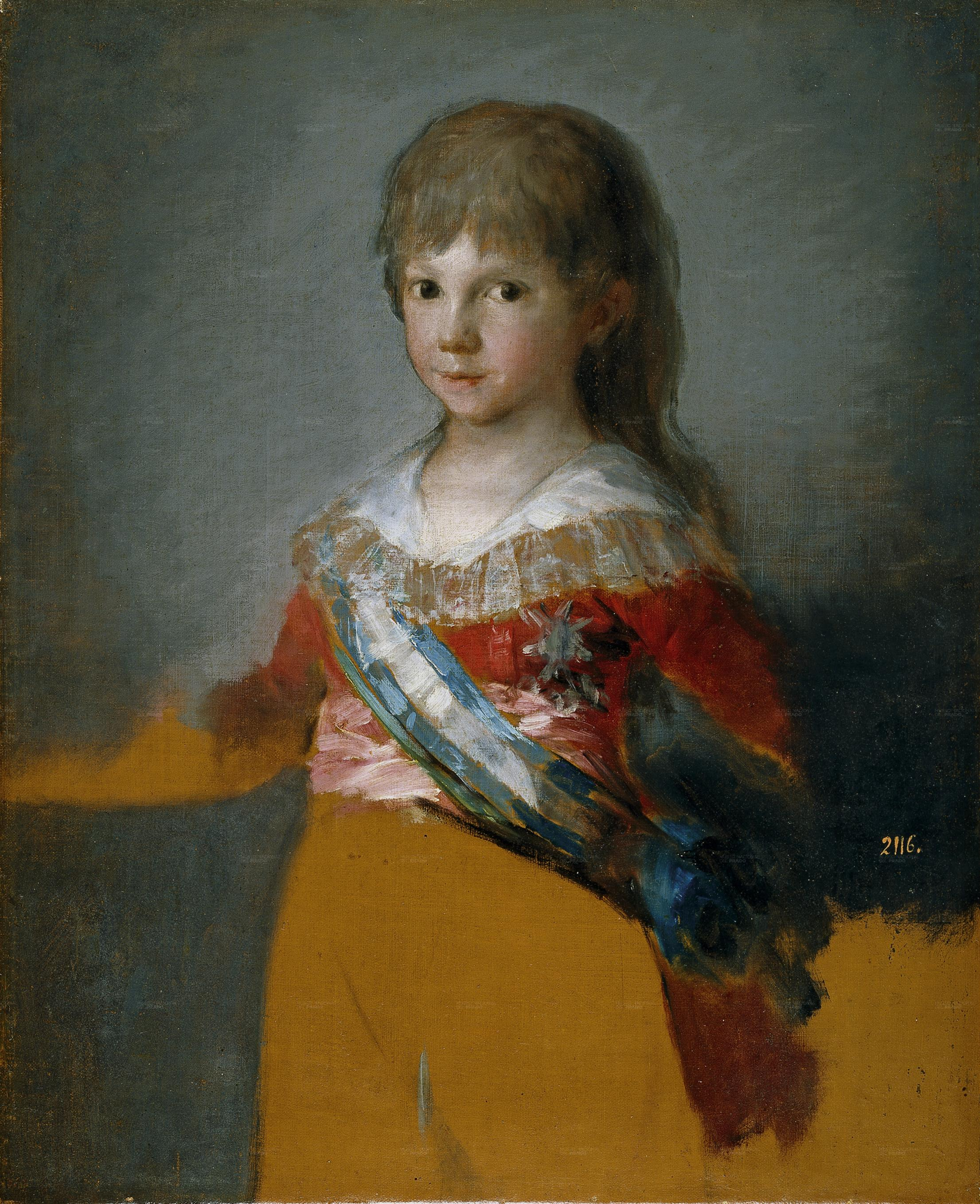
『スペイン王子フランシスコ・デ・パウラ・アントニオの肖像』プラド美術館所蔵
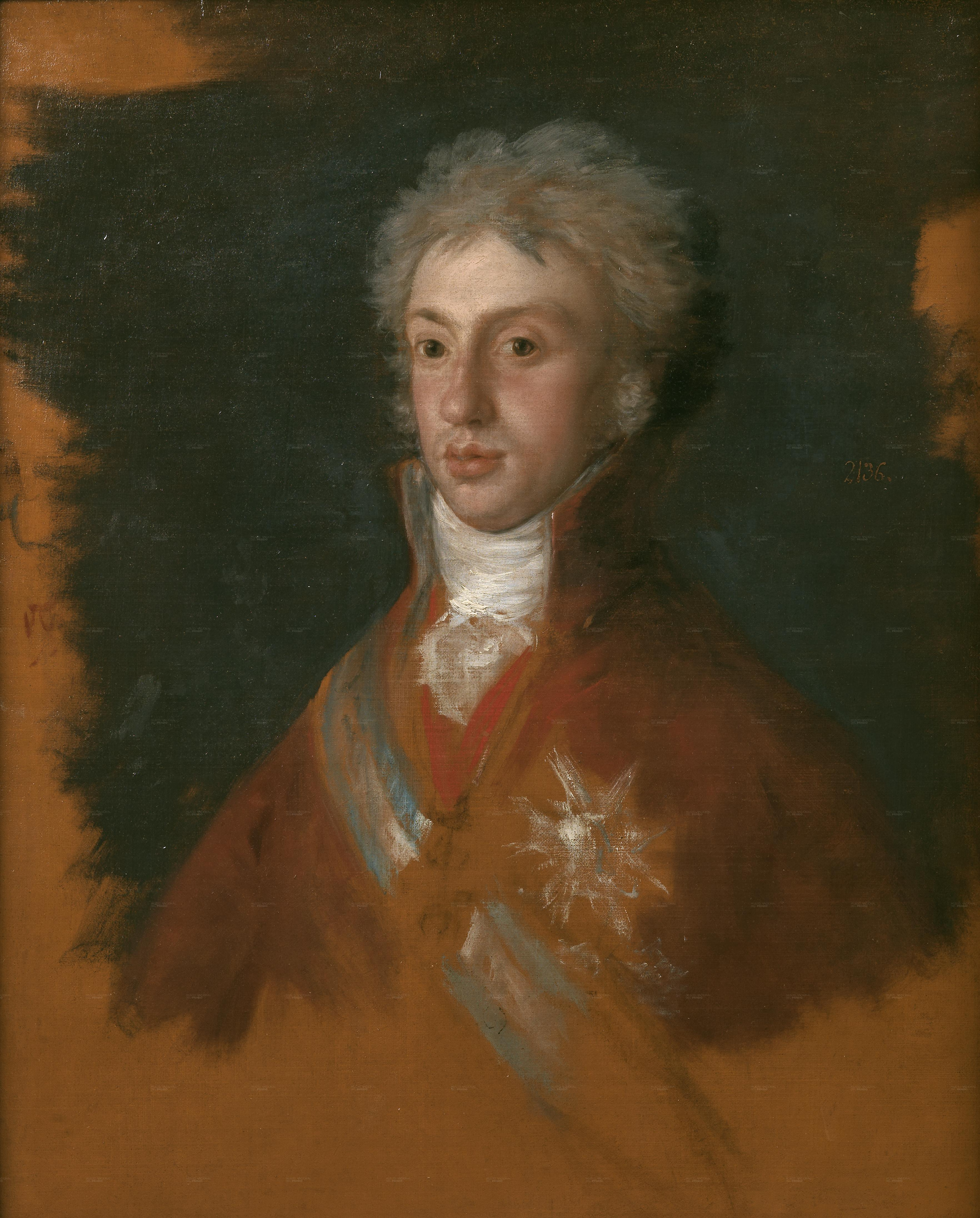
『エトルリア王ルイス1世の肖像』プラド美術館所蔵
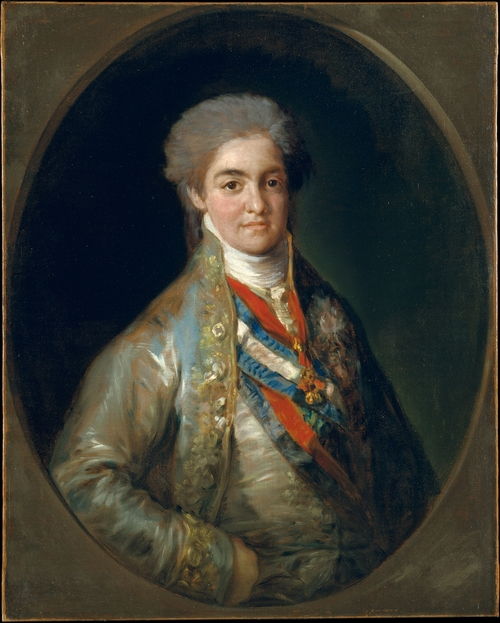
『アストゥリアス公フェルナンド・ド・ボルボーンの肖像』メトロポリタン美術館所蔵